# 몬스터 베버리지
몬스터 베버리지 주식회사(영어: Monster Beverage Corporation)는 미국의 블루 스카이 음료, 한센 소다, 몬스터 에너지를 포함한 과일 주스, 에너지 음료, 청량 음료 제조 회사이다. 1935년 처음 창립할 때에는 한센(Hansen's)이라는 이름이었다가 2012년 몬스터 베버리지로 이름을 바꾸었다. 2015년에는 에너지 음료를 제외한 모든 주스, 청량 음료 브랜드가 코카콜라 컴퍼니에 인수되었다.
2012년 5월 기준으로, 몬스터 베버리지는 에너지 음료 시장의 35%인 310억 9000만 달러를 차지하고 있다.

## 역사
몬스터 음료 회사는 1935년, '한센(Hansen's)'이라는 이름으로 설립되었다. 1930년대에, 휴버트 한센(Hubert Hansen)과 그의 세 아들은 남부 캘리포니아의 영화 스튜디오와 소매상에 주스를 팔기 시작했다. 그러다 1970년대에 휴버트 한센의 손자인 팀 한센(Tim Hansen)은 다양한 탄산음료와 주스를 개발하고 판매하기 시작했다.
회사는 후에 '한센 주스'가 되었고, 나중에 'The Fresh Juice Company of California'가 되었다. 1946년에 로스앤젤레스에서 공장을 열었으며 1993년엔 캘리포니아주의 아주사에 위치한 새로운 공장으로 옮겼다. 1988년엔 경영 위기로 파산 신청을 했고, 캘리포니아 코패커스 코퍼레이션에 인수되어 '한센 내츄럴 컴퍼니(Hansen Natural Company)'로 이름이 바뀌었다. 1997년에 한센은 한센 에너지(Hansen's Energy)라는 이름의 첫 번째 에너지 음료를 출시했으며 1998년에 캘리포니아주 애너하임에서 캘리포니아주 코로나로 이전했다. 2012년 1월 5일, 에너지 드링크가 가장 큰 수익원으로 성장하자, 주주들은 회사 이름을 한센 내츄럴 컴퍼니에서 지금의 몬스터 베버리지 주식회사로 바꾸기로 합의했다.
2015년엔 코카콜라가 몬스터 음료 회사의 지분 16.7%를 21억 5천만 달러에 사들였으며 이 지분율은 2018년 몬스터음료가 실시한 자사주 매입으로 19.3%로 정점을 찍었다.
2022년 1월에는 캐너키 크래프트 브루어리 콜렉티브(CANarchy Craft Brewery Collective)를 3억 3천만 달러에 인수했다.

## 주요 브랜드
- 몬스터 에너지
- 번 (음료)
- 릴렌트레스 (음료) (Relentless)
- 풀 토틀렛 (음료) (Full Throttle)
- NOS (음료)
- 마더 (음료)